# Néokantisme
Le néokantisme, qui ne doit pas être confondu avec l'idéalisme allemand post-kantien, est un courant de la pensée philosophique allemande qui occupe la scène universitaire des années 1870 jusqu'aux premières décennies du XXe siècle.
Il serait plus précis de ne pas parler de la tradition néokantienne, car il y avait plusieurs courants très différenciables. Les deux principales écoles étaient :
1. L'école dite de Marbourg au sein de l'université de Marbourg fondée par Hermann Cohen et continuée par Paul Natorp et (au moins jusqu'en 1920) Ernst Cassirer ;
2. L'école dite du sud-ouest ou de Baden fondée par Wilhelm Windelband et systématiquement développée par Heinrich Rickert[1].

Le néokantisme est souvent identifié à l'école de Marbourg, du fait de la présence de H. Cohen et de Cassirer, les principaux philosophes de ce courant.
Il y eut des néokantismes tant par la diversité des auteurs que des thèmes abordés allant de la théorie de la connaissance, la logique, l'histoire, la psychologie, la culture, l'éthique entre autres. Ce courant de pensée n'est pas un simple retour, mais essentiellement l'approfondissement de la philosophie kantienne dans trois directions :
- en direction d'une théorie de la connaissance et partant, d'une épistémologie sur les bases de la méthode critique kantienne[2] ;
- en direction d'une axiologie ou théorie des valeurs ;
- en direction d'une rationalisation de la religion (Cohen)[3].

Il est difficile de définir précisément le néokantisme du fait de sa position et de son rôle dans l'histoire de la philosophie. Ainsi que l'a écrit Ernst Cassirer, dans un article de 1928 : « À mon avis, il n'y a pas de concept qui soit aussi peu clairement circonscrit que celui de néokantisme […]. On ne doit pas déterminer le concept « néokantisme » de façon substantielle mais fonctionnelle. »
En 1913, Heidegger soutint sa thèse doctorale La doctrine du jugement dans le psychologisme sous la direction de Rickert, principal philosophe de l'école de Baden.
Avec l'arrivée de Hitler au pouvoir en 1933, les cercles néokantiens se dispersèrent et ses principaux philosophes émigrèrent.
Ce courant de pensée eut une influence déterminante sur la philosophie de la fin du XIXe siècle et constitue le point de départ de l'ontologie chez Heidegger d'une part, du positivisme logique de Carnap d'autre part.
Michel Foucault, auteur pour sa thèse de doctorat d'une traduction de l'anthropologie d'un point de vue pragmatique de Kant ainsi que d'une « Introduction à l'anthropologie kantienne », est à bien des égards néo-kantien ainsi que l'a fait remarquer Gilles Deleuze : 

« […] après tout, Kant avait été le premier philosophe à construire l’homme, à partir et sur, deux facultés hétérogènes. Une faculté de réceptivité – et, après tout le visible ressemble bien à une réceptivité – et une faculté de spontanéité, et après tout l’énoncé dont nous avons vu qu’il était déterminant, qu’il avait le primat, ressemble bien à une espèce de spontanéité. Donc nécessité d’une confrontation avec Kant sous la question générale : peut-on dire que Foucault est, d’une certaine manière, néo-kantien ? »

## Contexte historique: le granddiscréditde la philosophie auXIXesiècle
Le XIXe siècle fut marqué par l'hégémonie de l'école hégélienne et l'intellectualisme allemand. Après la mort de Hegel, la philosophie fut l'objet d'un discrédit dont on a peu idée de nos jours. Alors qu'elle se voulait le fleuron de la science, elle fut considérée dans les années 1850 et suivantes, comme sa honte, certains allant même jusqu'à vouloir la voir disparaître. Il faut dire que le développement de la science et le sectarisme de l'école hégélienne furent telles que la philosophie ne trouvait plus sa place, pis, elle ne permettait pas de répondre aux développements sociaux, historiques, politiques,.
Face à l'effondrement de l'idéalisme spéculatif, à la fin du XIXe siècle et les problèmes théoriques que posait le dogmatisme matérialiste en vogue à l'époque, on assiste au choix de repartir de celui qui fut le fondateur du criticisme : Kant. Zeller donna le premier le mot d'ordre, « Retour à Kant » en 1862. Otto Liebmann ouvrit également la voie avec son ouvrage Kant et les épigones (Kant und die Epigonen)  publié en 1865, dont chacun des chapitres se terminait par la formule « il faut retourner à Kant ». Ce retour semblait la seule issue pour sortir la philosophie de son ornière. En effet, le criticisme kantien permet de penser les sciences et la place de la raison dans la pensée humaine. Ainsi naquit le néokantisme, voie philosophique entre l'idéalisme spéculatif et le dogmatisme matérialiste.

## Éléments historiques

### École de Marbourg
Il est d'usage d'attribuer la naissance du néokantisme à Hermann Cohen lors de la publication, en 1871, de Kants Theorie der Erfahrung (La Théorie kantienne de l'expérience) même si on trouve des éléments déjà chez Lange, Liebmann ou Helmholtz. Il est considéré comme le fondateur de l'école dite de Marbourg, qui a fortement mis l'accent sur les mathématiques. Leur devise met l'accent sur les modes de conceptions du savoir : « C'est la production même qui est le produit (Erzeugen) ».
Cohen a critiqué le psychologisme dans lequel la compréhension de la pensée kantienne du sujet avait évolué. Pour Cohen, la connaissance existe indépendamment du sujet. Cohen s'inscrit initialement dans une continuité philologique de Kant pour progressivement adopter une position indépendante assez idéaliste.
Le deuxième représentant majeur de l'école de Marbourg, Paul Natorp s'est principalement intéressé aux fondements logiques des sciences exactes, rejetant l'existence des « choses en soi ».
Karl Vorländer fut marxiste. Il mit l'accent sur la philosophie de l'histoire. Les travaux de Rudolf Stammler ont principalement porté sur les questions sociales et jurisprudentielles de même que Walther Schücking qui s'est intéressé au droit international dans la continuation des écrits de Kant sur la paix. Il eut une influence décisive sur le développement du droit constitutionnel au XXe siècle.
Ernst Cassirer est considéré comme le dernier représentant de l'école de Marbourg et du néokantisme, même si bon nombre de ses œuvres majeures furent rédigées et publiées après son départ d'Allemagne. Il élabora, au travers d'une œuvre abondante, une philosophie de la connaissance, et de l'histoire. Son œuvre majeure La philosophie des formes symboliques vise à rendre compte de la façon dont l'être humain construit ses représentations du monde au travers du mythe, du langage et de la science qui permettent de lui donner un sens. La pensée produit des formes symboliques du monde qui désignent des relations plutôt que des objets.

### École du sud-ouest
L'école du sud-ouest ou de Baden du néo-kantisme fut surtout orientée vers une philosophie des valeurs.
Ses représentants principaux étaient Wilhelm Windelband et Heinrich Rickert.

## Principales doctrines

### Épistémologie et construction du savoir
L'intérêt de Kant provient de différents aspects de sa pensée. D'abord et avant tout, son intérêt pour les sciences de la nature, alors que l'idéalisme spéculatif prétendait les supplanter. L'expérience (en tant qu'expérience vécue, Erfahrung) a une place centrale chez Kant, et reste compatible avec les sciences de la nature et leur méthode. C'est un de ses avantages décisifs. Par ailleurs, Kant ne prétend pas que la totalité des choses soit connaissable comme l'avaient affirmé les hégéliens. Le dogmatisme spéculatif, qui fut l'une des causes principales du discrédit de la philosophie, était évacué de la philosophie par ce retour à Kant. Par ailleurs, le dogmatisme matérialiste qui était alors en vogue, était également battu ainsi en brèche, assimilé lui aussi à un dogmatisme. En effet, l'esprit n'y avait plus de place. La doctrine kantienne permettait de redonner sa place au sujet connaissant, mais également à l'expérience. La « logique transcendantale » de Kant permettait d'articuler et rendre compte des présupposés méthodologiques et philosophiques des sciences positives de l'époque, qu'il s'agisse des sciences de la nature ou des sciences de l'esprit.
Il ne faut pas voir le néokantisme comme un retour au confort du kantisme pur et dur, mais bien plus comme le retour au dernier point fixe pour frayer une nouvelle voie à la philosophie. La philosophie de Kant, sa conception du temps et de l'espace d'abord et avant tout, est marquée par l'émergence de la physique moderne de Newton s'appuyant sur les théories mathématiques. Celles-ci avaient considérablement progressé au XIXe siècle. De plus, la physique était en plein bouleversement avec l'émergence de la théorie de la relativité et de la physique quantique. Enfin, la biologie avait considérablement progressé. La philosophie ne pouvait rester indifférente à tous ces bouleversements de la connaissance scientifique. Le néokantisme avait comme premier programme de revoir les théories de Kant à la lumière de ces progrès, et de les adapter, le cas échéant.

### Séparation de la méthode kantienne de ses résultats
Le néo-kantisme a aménagé le kantisme en distinguant essentiellement les résultats de l'investigation kantienne de la méthode employée, montrant que celle-ci était toujours valide, indépendamment des évolutions des théories scientifiques. Cette méthode permettait d'unifier les différents champs du savoir et leur donner un sens pour l'homme.
Le néokantisme est kantisme en cela qu'il considère la question fondatrice de Kant de la Critique de la raison pure, « que puis-je savoir ? », comme éternellement valable. Le néokantisme a insisté sur cette question et l'a actualisée. L'influence néokantienne est majeure en cela qu'il a montré que la question des conditions de la science, et de sa synthèse était du ressort de la philosophie et son champ de pertinence par excellence. Le néokantisme a surtout montré que la démarche critique n'était pas un simple moment dans l'histoire de la philosophie, mais bien une de ses composantes essentielles.
Cette démarche critique trouvera son aboutissement chez Cassirer pour qui : « La critique de la raison doit devenir critique de la culture. »

### Unité de la Raison
La question de l'unité du savoir se posait à une époque où il devenait de plus en plus difficile à une seule personne de comprendre et posséder l'essentiel des connaissances scientifiques, quels qu'en soient les domaines : mathématique, physique, biologie, psychologie… Le néokantisme a tenté de restituer une unité et de donner les moyens d'opérer leurs synthèses. Pour ce faire, la démarche kantienne rénovée servit de fil directeur, en montrant que la méthode scientifique est une quel que soit le domaine d'investigation. En particulier, alors que la division noumène, phénomène chez Kant permettait de structurer la Raison en distinguant le monde sensible de l'intelligible, cette distinction est remise en question d'abord par Cohen puis par Cassirer.
Ce dernier reprend la méthode des antinomies de la Raison, au cœur de la Critique de la raison pure, mais en modifie les termes. Il ne s'agit plus d'opposer phénomène et noumène, mais monde organisé d'une part et donnée brut des sens à structurer. Ainsi, l'expérience fournit un matériau que la Raison structure selon les lois universelles des mathématiques, dont la physique est le meilleur exemple. L'unité de la Raison était ainsi assurée de façon critique, c’est-à-dire du point de vue de ses conditions de réalisation. Elle était de nouveau possible, mais de façon différente de ce que Kant avait formalisé.